# カピチュレーション

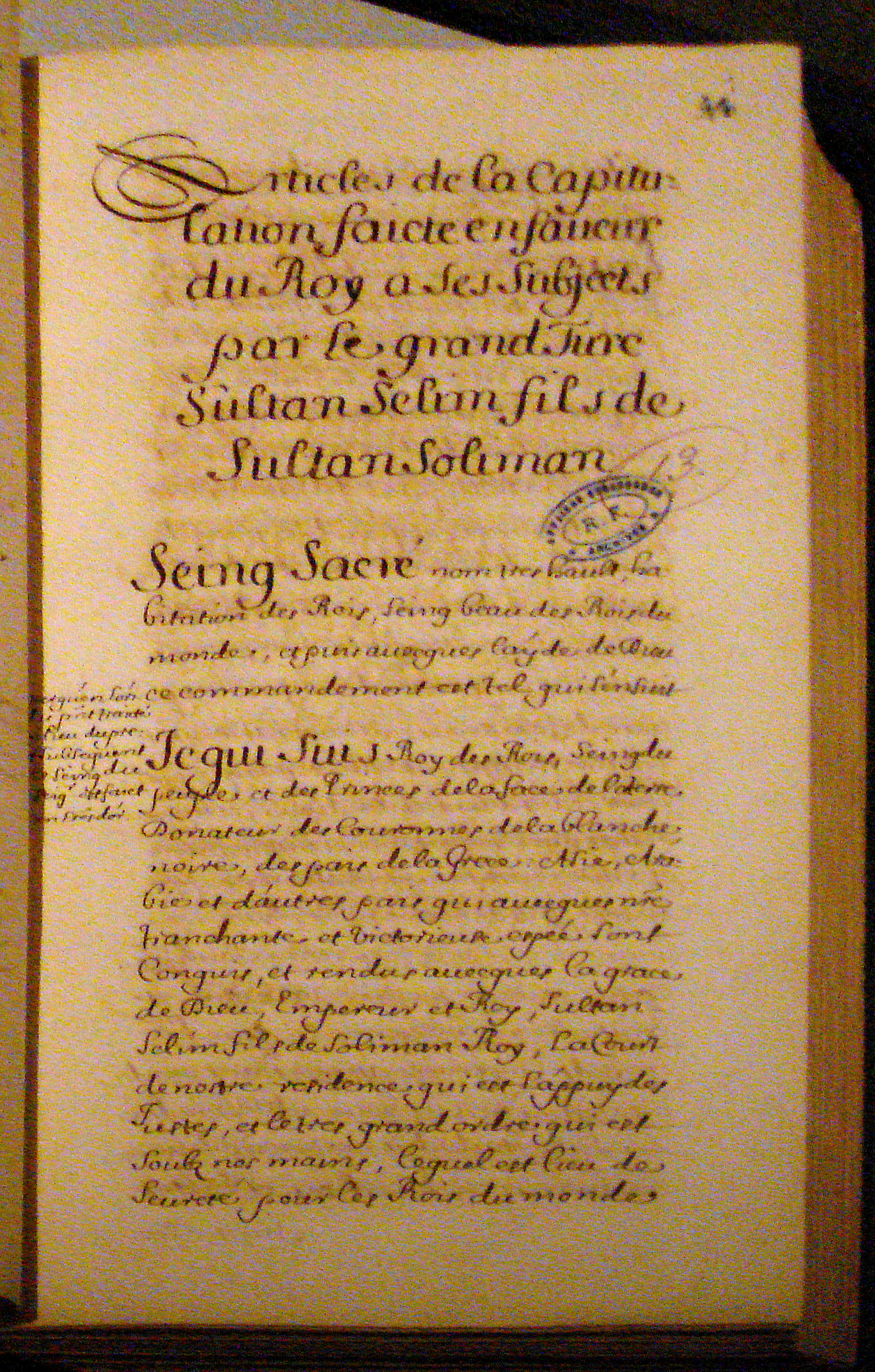
1569 年のカール 9 世とセリム 2 世の間の契約。（16世紀の写本）

カピチュレーション（トルコ語: kapitülasyonları、フランス語: capitulations、英語: capitulations）とは、オスマン帝国が領内在住の外国人に対し恩恵的に認めた特権である。通商・居住の自由、租税免除、身体・財産・企業の安全などを保障した。
1536年にスレイマン1世が仏王フランソワ1世に与えたとされているが、正確にはフランス使節がオスマン帝国大宰相と合意した条約案である。フランスへの最初のものとして確実なものは、セリム2世の1569年に締結された。1579年にイギリス、1613年にオランダにも同様の特権が認められた。また、18世紀までにオーストリア・ロシア・スウェーデン・プロイセンなどにも商業特権が与えられた。

## 語義
西欧語capitulationには「(条件付き)降伏」「服伏文書」「服従」といった語義が含まれるため誤解されることが多いが、イタリア語の「章」を意味するcapitulaの複数形capitoliに由来し、対応する英語ではchaptersすなわち「諸章」といった意味しかない。オスマン帝国では敵対国との講和についての取り決めも、通商居留勅許（友好諸国へのカピチュレーション）のいずれも「条約の書（アフドナーメ）」と呼んでおり、オスマン朝の君主が下賜するものであって、アフドはアラビア語で「契約」「約束」を、ナーメはペルシア語の「文書」を意味する。

## 概要
マムルーク朝を併合したオスマン帝国も、アフドナーメ（条約の書）を結んでムスターミンを受け入れた。アフドナーメの条項は多岐にわたる。特に対外的に重要な部分は西洋でカピチュレーションと呼ばれてきた。アフドナーメは、ドゥブロヴニク・ガラタ・ナクソス公国などに保護の条件を示したり、ヴェネツィアやポーランドなどへ友好・講和を打診したりした。ヴェネツィアの場合、マムルーク朝の併合に伴い適用範囲がシリアとエジプトに拡大した。
フランスとのカピチュレーションは、オスマン帝国にとり経済的・政治的な意味を持っていた。首都イスタンブールを中心としたレヴァント貿易を活性化させる経済目的と、フランスとの関係を密にする政治目的である。当時オスマン帝国とフランスは、スペイン・ハプスブルク朝という共通の敵をもっていた。スペインと神聖ローマ帝国に挟まれたフランソワ1世はスレイマン1世に援助を求めた。そこでスレイマン1世はオスマン帝国という「強国」の支配者として、「弱国」たるフランスに恩恵的に特権を与えた。これは、後のチューリップ時代でフランス文化を輸入するきっかけとなった。
カピチュレーションは融通が利いた。租界の官憲や裁判官に法解釈がなされた。また、オスマン・ヨーロッパ間の当局者同士が運用をめぐり交渉した。18世紀になると西欧諸国による不平等条約締結の恰好の足がかりになった。1740年にオスマン帝国がフランスに認めたカピチュレーションでは、スルタンから認められた一代限りの恩恵という形でなく、両国が対等な立場に立つことが定められており、オスマン帝国側に履行の義務が課されることになった。
19世紀末、オスマン債務管理局を足場に展開される公共事業をカピチュレーションが保護した。

## 発祥
シャリーアはジハードがいずれ世界をイスラム教で覆うと考える。その経過措置として、ムスリムと異教徒が相互に安全保障アマーンを与え合うのだという。アマーンを受ける者はムスターミンと呼ばれる。アマーンは経過措置であるから期限付きであった。
11世紀に始まる地中海交易の隆盛に臨んで、イスラム諸国はヴェネツィアやジェノヴァなどからくる商人をムスターミンとして受け入れた。居留と活動の条件はムスリム君主との交渉で決まり、勅令で公布された。ムスターミンの活動しやすい条件整備が多くの勅令で目的とされた。マムルーク朝の場合、ムスターミンのヨーロッパ人は自分たちを代表する領事が、身内紛争における治外法権とムスリム君主への交渉権を認められていた。なお一般の商人は、出身国が同じだけでは連帯責任を課されないことになっていた。